# Jon Hiseman
Philip John Hiseman, dit Jon Hiseman, né le 21 juin 1944 à Woolwich (Londres) et mort le 12 juin 2018 à Sutton (Londres), était un batteur, ingénieur du son et producteur britannique.

## Carrière
Vers le milieu des années 1960, Jon Hiseman joue en studio pour un des premiers singles d'Arthur Brown, Devil's Grip. En 1966, il remplace Ginger Baker dans la Graham Bond Organisation, et est invité par John Mayall & the Bluesbreakers l'année suivante pour enregistrer l'album Bare Wires avec ce groupe. En 1968, il forme un des premiers groupes de jazz-rock/rock progressif, Colosseum. Colosseum est dissout en novembre 1971, même si Hiseman reformera en 1975 Colosseum II avec Don Airey et Gary Moore.
Entre ces deux formations de Colosseum, Jon Hiseman forme le groupe Tempest en compagnie d'Allan Holdsworth, Paul Williams et de Mark Clarke. Ollie Halsall les rejoint temporairement ce qui fait du groupe un quintet mais Holdsworth le quitte, ainsi que Williams, laissant Halsall prendre en charge la totalité du jeu de guitare et le chant.
Jon Hiseman a par la suite joué dans plusieurs groupes de jazz, souvent avec sa femme, la saxophoniste Barbara Thompson, avec laquelle il a enregistré et produit une quinzaine d'albums. Andrew Lloyd Webber, à la recherche d'un nouveau « son » pour son frère Julian (violoncelliste), tomba sur Colosseum II par hasard et impliqua le groupe entier dans son projet Variations, ce qui fut le départ d'une collaboration d'une dizaine d'années avec Hiseman. En 1982, Hiseman construit à côté de chez lui ce qui à l'époque est un studio d'enregistrement dernier cri. Avec l'aide des talents de compositrice de Barbara Thompson il y produit de nombreuses bandes originales pour le cinéma et la télévision.
En 1994, Jon Hiseman reforme Colosseum dans sa formation initiale, vingt-trois ans après leur séparation. Le groupe est reparti en tournée et a sorti un DVD et plusieurs albums.
Jon Hiseman était également membre fondateur de United Jazz and Rock Ensemble.

## Discographie sélective

### Avec Jack Bruce
- Songs for a Tailor - (1969)
- Things We Like - (enregistré en 1968, sorti en 1970)

### Avec Colosseum
- Those Who Are About To Die Salute You - (1969)
- Valentyne Suite - (1969)
- The Grass Is Greener - (1970)
- Daughter of Time - (1970)
- Colosseum Live - (1971)
- Bread & Circuses - (1997)
- Tomorrow's Blues - (2003)
- Live05 - (2007)

### Avec Tempest
- Tempest - (1973)
- Living in Fear - (1974)
- Under The Blossom: The Anthology - (2005) [inclut les deux albums et les BBC sessions]

### Avec Colosseum II
- Strange New Flesh - (1976)
- Electric Savage - (1977)
- War Dance - (1977)

### Avec United Jazz + Rock Ensemble
- Live Im Schützenhaus (1977)
- Teamwork (1978)
- The Break Even Point (1979)
- Live in Berlin (1981)
- United Live Opus Sechs (1984)
- Highlights (1984)
- Round Seven (1987)
- Na Endlich! (1992)
- Highlights II (1994)
- Die Neunte Von United (1996)
- The UJRE plays Albert Mangelsdorff (1998)
- X (1999)
- The UJRE plays Wolfgang Dauner (2002)
- The UJRE plays Volker Kriegel (2002)

### En solo
- A Night In The Sun - (1982)
- About Time Too! - (1991)